# Daniels bok
Daniels bok är en skrift i judendomens Ketuvim och kristendomens Gamla testamente som nedtecknades på 100-talet f.Kr.

## Daniels bok
Daniels bok handlar om profeten Daniel, som skall ha bortförts till Babylonien år 606 f.Kr. (Daniel 1:1). Den är enligt traditionen också skriven av Daniel.
Boken innehåller bl.a. olika berättelser om Daniels liv och profetiska syner. Den har ett starkt apokalyptiskt bildspråk som går igen bl.a. i Uppenbarelseboken. Den kanoniska delen av Daniel är skriven delvis på arameiska (2:4-7:28), resten på hebreiska.
Boken räknas inom judendomen och kristendomen i huvudsak till de kanoniska böckerna. Vissa delar räknas dock inom judendom och flertalet protestantiskt inriktade kristna som apokryfiska. De äldsta kända versionerna av dessa finns i den grekiska versionen Septuaginta av det gamla testamentet; några av dem har också hittats i judiska texter på arameiska, sammanställda på 1300-talet. De är i många protestantiska bibelutgåvor samlade i Tillägg till Daniel. I katolska bibelöversättningar görs dock inte denna skillnad, utan allt detta är publicerat som en helhet.

### Berättelserna

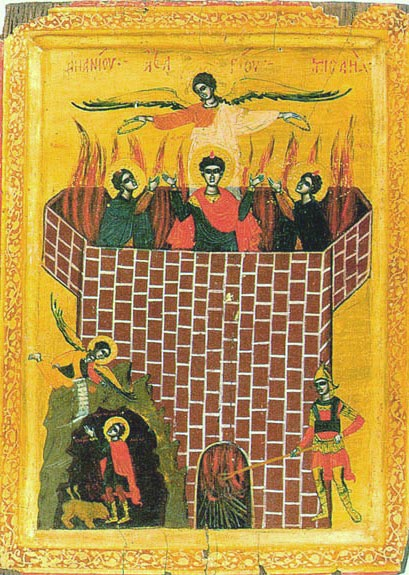
Vännerna i ugnen

Flera av berättelserna i boken handlar om att stå emot religiös förföljelse: att iaktta de judiska dietlagarna (kap 1), att inte tillbe någon avgud (Nebukadnessar II:s bildstod) (kap 3) och att tillbe Gud trots förbud (Daniel i lejongropen, kap 6). Daniels Guds överlägsenhet över de babyloniska drömtydarna betonas i kap 2 (synen om bildstoden av fyra metaller) och 4 (hur Gud bestraffar den övermodige kung Nebukadnessar II genom att göra honom sinnessjuk i "sju tider"). Slutligen berättas om hur kung Belsassar bestraffas för att han vanhelgat kärlen från Jerusalems tempel i kap 5.

### Synerna
Bokens syner handlar huvudsakligen om stormaktspolitik. Två parallella syner i kap 2 och 7 beskriver fyra kungariken. I kap 2 är synen i form av en bildstod av fyra olika metaller, och i kap 7 i form av fyra vilddjur som stiger upp ur havet, i båda fallen sägs uttryckligen att metallerna respektive vilddjuren representerar kungariken. Kap 8 beskriver en syn av en bagge och en getabock, som uttryckligen sägs representera Greklands och Medien/Persiens kungariken. Den mest detaljerade synen är den avslutande synen om "nordens kung" och "söderns kung" och deras utdragna maktkamp (kap 11-12). Kap 9 innehåller en bön om återupprättelse av templet i Jerusalem och en kort, kryptisk syn om "70 veckor".

### Kristna tolkningar av boken
Den traditionella kristna synen är att boken innehåller äkta profetior. Olika samfund kan dock skilja sig ganska markant åt när det gäller tolkningen av vissa syner. Nästan alla kristna är eniga om att den korta synen om de 70 veckorna handlar om Jesus och anger ett numerologiskt schema för beräkning av när Jesus skulle framträda och avrättas. Flera olika sätt att räkna används av olika tolkare, som bland annat skiljer sig i startpunkt och veckornas längd (somliga likställer 1 vecka med 7 solår, andra med 7 st 360-dagarsår). Tolkningarna brukar i korthet gå ut på att slutet av 69½ sådana "veckor", då enligt profetian "en som är smord" ("Messias") förgörs, sammanfaller med Jesu korsfästelse omkring år 33 e.Kr. (det exakta årtalet för Jesu död är omdiskuterat). Fursten som förstör staden och templet likställs enligt denna tolkning med Romarriket (ett problem med tolkningen är dock att detta inträffade först år 70 e.Kr., alltså långt efter slutet på de 70 veckorna).
Också synerna om bildstoden och de fyra vilddjuren är man ganska eniga om handlar om romarriket som det sista väldet och om Jesus. Synen om baggen och bocken och nordens och söderns kung är mycket tydligare och mer detaljerade än de övriga i boken, och därmed jämförelsevis lätta att tolka: de flesta kristna håller med om att de båda huvudsakligen handlar om världshistorien fram till och med Antiochos IV:s förföljelse av judarna år c:a 167-164 f.Kr. Bland apokalyptiska rörelser (till exempel Jehovas Vittnen) har försök gjorts att tolka in Daniels syner på samtida politiska händelser, som Napoleon I, Adolf Hitler, Sovjetunionen med mera. De avslutande delarna av synerna är ofta apokalyptiska och tillskrivs ofta ha en uppfyllelse som ännu ligger i framtiden. Dan 11:40-45 förstås av somliga som en "repetition" av vad som tidigare sagts, andra tolkar den inte på Antiokus IV Epifanes eftersom denne dog i Babylon efter det fälttåg som beskrevs i verserna innan. Den som här går till sin undergång antas enligt denna tolkning vara en framtida gestalt, enligt somliga tolkningar Antikrist själv som ska församla trupper inför slaget vid Harmagedon - en plats "mellan havet och helgedomens härliga berg" närmare bestämt mellan Haifa och Jerusalem (se Upp 16:12-16, 19:19-21).
Sjundedagsadventister har samma tolkning som reformatorerna hade om Daniel 7. Tid, tider och en halv tid är detsamma som de 1260 dagarna och 42 månaderna i Uppenbarelseboken, och tolkar det som 1260 år med dag/årsprincipen (Hes 4:6; 4 Mos 14:34). Det lilla hornet skulle då vara den Romerska kyrkan som blev orsak till mycket blod under "the dark ages" från mitten av 500-talet till slutet av 1700-talet. Efter det sker det en dom i himmelen (Dan 7:9) där Gud dömer alla människor genom tidens historia, för att sedan avsluta med det sista eviga riket då Jesus kommer tillbaka (Dan 7:13,14; Dan 2:34,44,45).

### Den sekulära synen på boken
Den dominerande uppfattningen inom den sekulära forskningen är att boken har flera författare. Man brukar dela in den i två huvuddelar: "Daniel A" som består av de historieberättande avsnitten (kap 1-6), och är skriven på arameiska (förutom kap 1) och "Daniel B" som är de avslutande synerna i kap 7-12, som är skrivna på hebreiska (förutom kap 7). Daniel A betraktas som den äldsta, och språkets ålderdomlighet stöder en datering av denna del under den sena persiska eller tidiga hellenistiska eran. Daniel B däremot menar man måste ha skrivits någon gång efter Antiochos IV:s vanhelgande av templet i Jerusalem c:a 167 f.Kr. men före Antiochos död år 164 f.Kr. Denna mycket exakta datering grundar man på att bokens "profetior" mycket detaljerat redogör för händelserna fram till och med c:a 167 f.Kr., men att förutsägelsernas kvalitet drastiskt försämras och att författaren i stort misslyckas med att förutse händelser efter år 164 f.Kr.. Bland annat förutsägs att nordens kung drar ut mot Egypten en tredje gång (11:40-45), men vi vet från profanhistorien att Antiochos IV inte gjorde det. Om nordens kung i den passagen likställs med Antiochos IV är alltså förutsägelsen felaktig. Att Daniel i alla fall inte skrevs av en jude i 500-talets Babylon som boken hävdar anför man flera ytterligare argument för, bl.a. ohistoriska uppgifter om Babylon och Persien i boken. Dessutom vet man idag att flera böcker (de s.k. pseudepigraferna) skrevs under den hellenistiska perioden där författaren lade sina ord i en forntida judisk hjältes mun, och ibland även låtsades "profetera" om saker som redan skett.
Enligt denna teori var bokens syfte att uppmuntra judarna i deras kamp (mackabéerupproret) mot Antiochos IV:s förföljelse. Att bokens berättelser har ett genomgående tema om att stå emot religiös förföljelse passar bra för ett sådant syfte, och "profetiorna" utlovar en befrielse och ett slut på lidandet under Antiochos IV.
"Messias" i synen om de 70 veckorna i kap 9 handlar enligt de flesta forskare troligen om prästerskapet i Jerusalem ("Messias" betyder bokstavligen "smord" och är en term som inom judendomen vanligen associeras med antingen kungen eller prästerskapet), och att denne Messias dödas antas syfta på mordet på den siste trogne (enligt bokens författares mening) översteprästen Onias III. Den onde fursten som i synen vanhelgar templet och får de dagliga offren att upphöra stämmer väl in på Antiochus.
Sammanfattningsvis handlar enligt den sekulära tolkningen (och även enligt den vanligaste tolkningen inom judendomen) alla syner i Daniel B om förföljelsen under Antiochus IV. När författaren går från att nedteckna historia (och framställa det som om det vore profetior) och försöker sig på att göra några äkta förutsägelser, misslyckas han. Antiochus gav sig inte ut på ett tredje fälttåg mot Egypten utan dog i Babylon. Författarens optimistiska förhoppningar att resultatet av mackabéerupproret skulle bli ett återupprättat judiskt kungarike med en messiansk kung som ska härska över alla andra kungariken inträffade inte heller. I judiska tolkningar tillskrivs därför de apokalyptiska avslutningarna framtiden, och i kristna uttolkningar är de antingen symboliska (refererande till Guds kungarike som upprättats i himlen) eller också skjutna på framtiden.